# Egyházasdengeleg
Egyházasdengeleg is een plaats (község) en gemeente in het Hongaarse comitaat Nógrád. Egyházasdengeleg telt 510 inwoners (2001).